# Morning Edition

Morning Edition est une émission radiophonique américaine diffusée depuis le 5 novembre 1979 sur le réseau de radiodiffusion public américain NPR. Émission d'information matinale, elle est avec l'émission de fin d'après-midi All Things Considered l'un des programmes phare de la radio, pouvant attirer en semaine jusqu'à 13 millions d'auditeurs.
Elle est présentée par Steve Inskeep (en) et Renée Montagne (en).